# BMW 328
BMW 328 – двомісний спортивний родстер, який виробляло BMW (Bayerische Motorenwerke) між 1936 і 1940 рр. Автомобіль характеризувався новітніми інженерними розробками, серед яких алюмінієве шасі, трубчаста рама, напівсферична камера згорання двигуна.
Один із найуспішніших спортивних автомобілів свого часу. Переможець безлічі змагань - кільцевих гонок та ралі. Всього до початку Другої світової війни автомобіль взяв участь у 172 міжнародних та національних чемпіонатах, здобувши 141 перемогу, у тому числі перемога у 1000-кілометровій гонці Mille Miglia у 1938 та 1940 роках, британському ралі RAC у 1939 та перше місце 24 години Ле-Мана.
До початку війни виготовили лише 464 автомобілів BMW 328, більшість з яких мали відкриті спортивні кузови, але були й спеціальні варіанти, які виготовлялися на замовлення.

## Історія

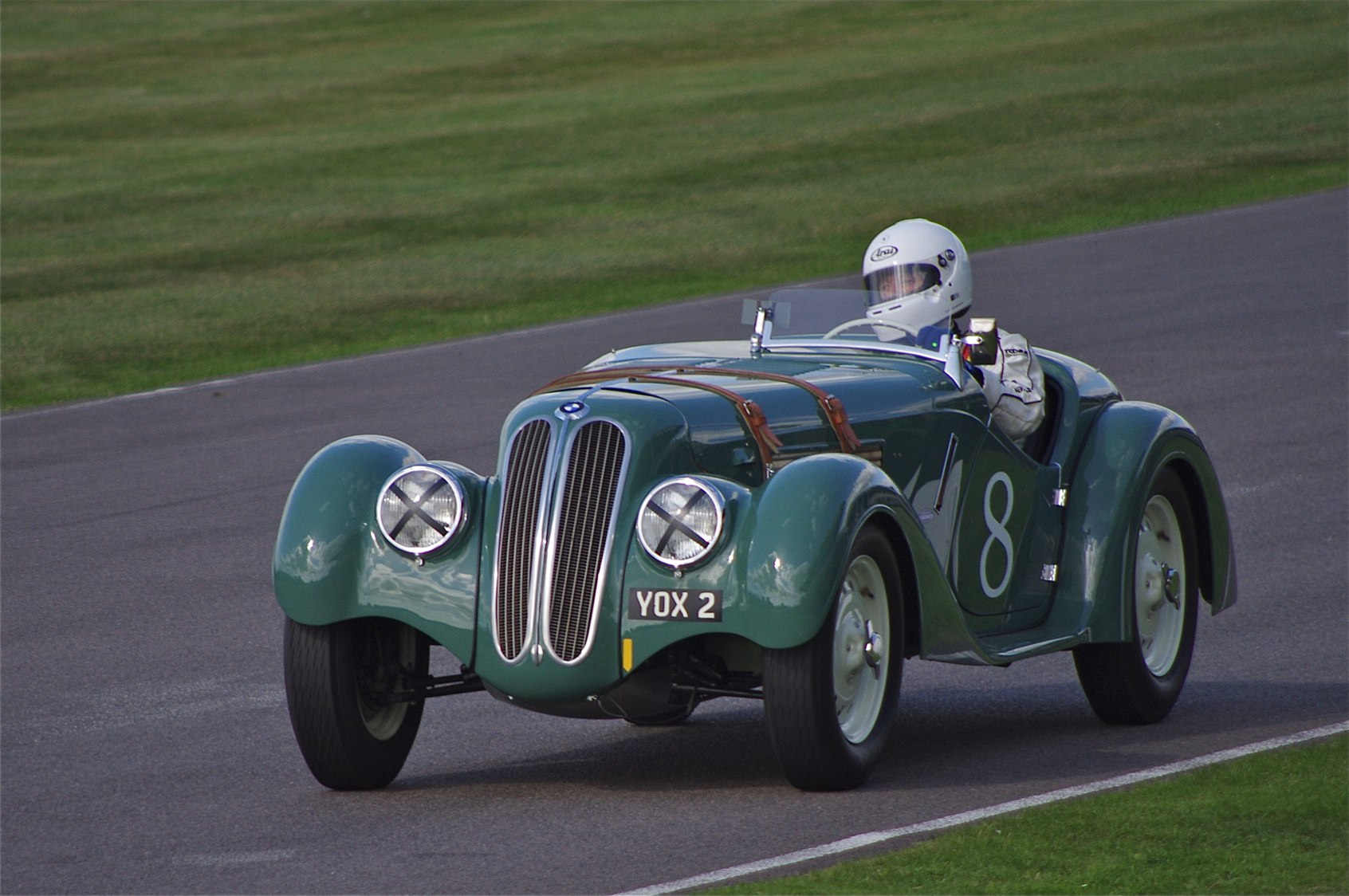
BMW 328

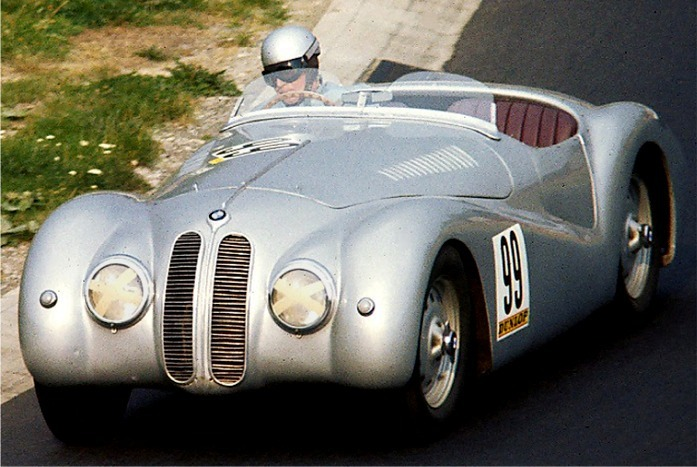
BMW 328 Mille Miglia 1940

Роботи зі створення спортивного родстера розпочалися у 1935 році. Новинка мала замінити модель BMW 319/1. Дизайн цього автомобіля розроблявся під керівництвом Петра Шимановського. Технічну частину розробляв Фріц Фідлер. Він ввів у цю розробку безліч нових ідей, які дозволили BMW 328 не раз перемагати в автоперегонах.
Автомобіль був уперше представлений на Міжнародній гонці Ейфеля на трасі Нюрбургрінг 14 червня 1936 року.
У 1936 році було збудовано всього три BMW 328. Це були гоночні автомобілі, вони мали полегшений, позбавлений дверних отворів кузов і цільне вітрове скло. Цілком обладнані для повсякденної експлуатації автомобілі стали доступні тільки з початком серійного виробництва в лютому 1937 року.
Незважаючи на досить високу на ті часи ціну в 7400 рейхсмарок, покупці готові були чекати на свої машини по кілька місяців.
Початок війни призводить до припинення випуску автомобілів. З квітня 1936 по вересень 1939 виробили всього 464 автомобіля BMW 328, включаючи шасі, передані різним кузовним ательє. Невелика кількість машин була зібрана з деталей, що збереглися вже в післявоєнні роки.
До 1939 року за ліцензією з німецьких деталей автомобіль також збирався на британському заводі Frazer Nash.

## Опис. Характеристики
'BMW 328'
| Виробник               | BMW                                    |
| Роки вироб.            | 1936-1940                              |
| К-сть одиниць          | 464                                    |
| Клас автомобіля        | купе                                   |
| Тип кузова             | родстер                                |
| Двигун                 | І6 OHV 2.0L (1971 см3)                 |
| Потужність             | 79 к.с.(59 кВт.,5000 Об. хв.           |
| Бак                    | 50 л. (за необхідності 100л.)          |
| Охолодження            | Насос (7.5л.води)                      |
| Трансмісія             | 4 ст. КПП                              |
| Кузов                  | алюмінієве шасі, трубчаста рама        |
| Амортизатори           | гідравлічні                            |
| Гальма                 | 280 мм.(діаметр) гідравлічні барабанні |
| Колісна база           | 2400 мм.                               |
| Колія передня (ширина) | 1153 мм.                               |
| Колія задня (ширина)   | 1220 мм.                               |
| Довжина                | 3900 мм.                               |
| Ширина                 | 1550 мм.                               |
| Висота                 | 1400 мм.                               |
| Шини (параметри)       | 5.25 або 5.50-16                       |
| Маса                   | 830 кг.                                |
| Макс. швидкість        | 150 км год.                            |
| Г. Дизайнер            | Петро Шимановський                     |
| Г. Конструктор         | Фріц Фідлер                            |
| Місце вироб.           | Ейзенах (Німеччина)                    |

## Двигун
Двигун 2.0 M328 DOHC І6 мав камери згорання півсферичного або перехресного потоку, що забезпечувало більшу продуктивність і довговічність роботи поршнів та клапанів.

## Нагороди
В 1999 році 328 модель ввійшла до топ-25 фіналістів міжнародного конкурсу Автомобіль Століття, який проводився голосуванням 132 автомобільними журналістами з усього світу.

## Автоспорт
Цей автомобіль виграв RAC Rally 1939, 5-й в загальному заліку Le Mans 24 1939 р. і перший в своєму класі.

## Mille Miglia

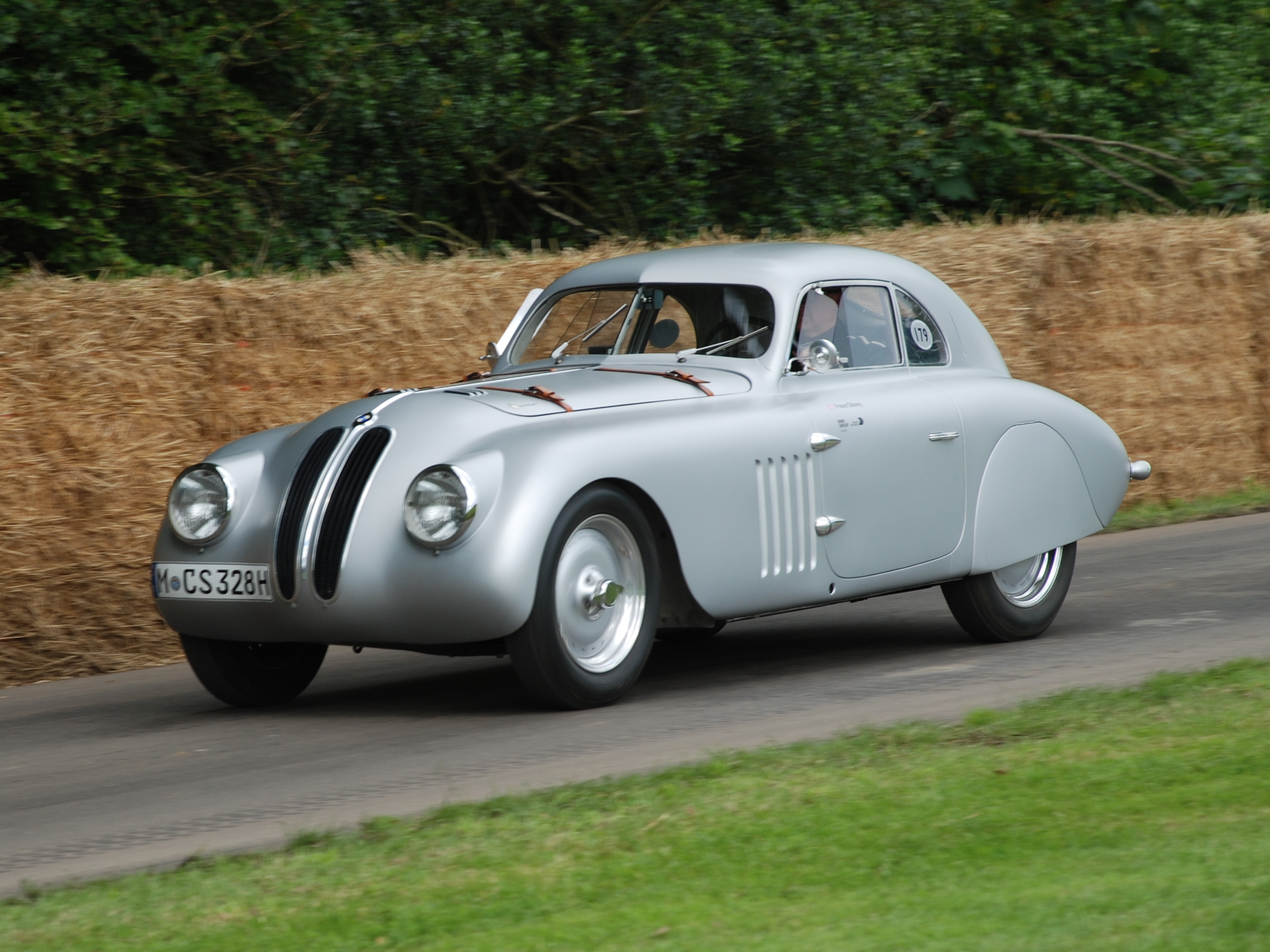
BMW 328 Mille Miglia Touring Coupe

- 1928 р. - BMW 328 став переможцем перегонів Mille Miglia в своєму класі;
- 1940 р. - BMW 328 Mille Miglia Touring Coupe перемогло на Mille Miglia із середньою швидкістю 166.7 км год.
- 2004 р. - BMW 328 Mille Miglia Touring Coupe перемогло в день народження сучасної версії траси Mille Miglia.

## Цікаві факти
Після Другої Світової Війни, виробничі потужності в Ейзенаху, де виготовляли боліди 328, опинилися в Радянській зоні окупації, що потім увійшли в НДР. BMW повернулася в Ейзенах після возз'єднання Німеччини 1989 року.